# Blanca van Namen
Blanca (of Blanche) van Namen, Frans: Blanche de Namur, Zweeds: Blanka de Namur, (Wijnendale?, 1316 - Kopenhagen, 1363) was een dochter van graaf Jan I van Namen en Maria van Artesië. Zij was dus de kleindochter van Gwijde van Dampierre. Zij huwde met Magnus Erikson, koning van Zweden en Noorwegen. Kinderen waren: de koningen Haakon VI van Noorwegen en Erik XII van Zweden.

## Levensloop
Het is onbekend gebleven hoe het kwam dat de koning van Zweden en Noorwegen trouwde met een vrouw uit Namen. In juni 1334 vertrok de koning vanuit Noorwegen naar Namen om een aanzoek te doen. In Namen verloofden zij zich en Magnus keerde in de herfst van 1334 terug naar Zweden. Blanca verliet Namen in de herfst van 1335 en de bruiloft vond plaats in oktober of november 1335, mogelijk op kasteel Bohus. Als bruidsschat kreeg Blanca de provincie Tønsberg in Noorwegen en Lödöse in Zweden. Tonsberg werd in 1353 geruild voor Bohus (vesting), Marstrand, Elvyssel, Ranerike en Borgsyssel. Blanca's troonsbestijging vond plaats in juli 1336, mogelijk op 22 juli in de Grote kerk van Stockholm.
Ze kregen twee zoons, Erik en Haakon en nog minstens drie dochters, waarvan sommige op jonge leeftijd overleden. Er werd overeengekomen dat Erik Zweden zou erven en Haakon Noorwegen. Toen Haakon de troon besteeg als Haakon VI van Noorwegen in 1355, bestreed zijn broer Erik dit en begon een actie tegen zijn vader, die hem daarna degradeerde tot mederegent van Zweden.
Haar man werd beschuldigd vanwege mogelijke homoseksualiteit, hij had dan ook een favoriet in de persoon van Bengt Algotsson, Hertog van Finland, al werd nooit bewezen dat hun relatie een seksueel getint was. Blanca leek een goede relatie met Magnus te hebben, waarbij ze ook politieke vrijheden kende. In 1345 werden haar broers Lodewijk en Robert tot vazallen benoemd van koning Magnus. Op haar koninklijke zegel wordt ze 'Koningin van Zweden, Noorwegen en Skane' genoemd, het feit dat ze geen sluier draagt op de afbeelding van het zegel kwam normaal gezien nooit voor bij vrouwen van haar leeftijd.
Haar politiek invloed maakte haar omstreden en zij werd daardoor blootgesteld aan publieke kritiek en laster. In 1359 werd ze publiekelijk beschuldigd omdat ze haar schoondochter Beatrix van Beieren vergiftigd zou hebben en ook haar eigen zoon, mederegent koning Erik. Op zijn sterfbed zou hij mogelijk gezegd hebben, dat dezelfde persoon die hem het leven had geschonken, hem nu van het leven beroofde. Hij geloofde zelf dat hij was vergiftigd door zijn moeder, maar er is nooit bewijs geleverd dat dit echt zo was. Historici geloven echter dat de schoondochter en zoon overleden zijn aan de pest. Ze werd net als haar man niet gewaardeerd door de later heilig verklaarde Birgitta van Zweden die haar beschuldigde van ontrouw. Bengt Algotsson werd daarbij aangewezen als geliefde van zowel de koning als de koningin.
Ze spendeerde haar laatste jaren, vanaf 1359 tot haar dood, op het kasteel van Tønsberg in Noorwegen en regeerde daarbij over het zuidoosten van het land. Het lijkt erop dat ze de laatste jaren in economische problemen was geraakt. Op 9 april 1363 trouwde haar zoon Haakon met Margaretha, een dochter van Waldemar IV van Denemarken. Kort na de bruiloft voelde Blanca zich ziek en zij overleed al snel daarna. De doodsoorzaak en haar laatste rustplaats zijn onbekend gebleven.

## Nalatenschap
In Zweden wordt koningin Blanca herinnerd in het oude liedje Rida rida ranka, hästen heter Blanka (rijen, rijen op mijn knie, het paard heet Blanca). Dit inspireerde later de schilder Albert Edelfelt tot een historisch schilderij met Blanca en haar zoon Haakon.

## Voorouders
| Voorouders van Blanca van Namen (1316-1363) | Voorouders van Blanca van Namen (1316-1363)                                         | Voorouders van Blanca van Namen (1316-1363)                                         | Voorouders van Blanca van Namen (1316-1363)                                 | Voorouders van Blanca van Namen (1316-1363)                                 | Voorouders van Blanca van Namen (1316-1363)                               | Voorouders van Blanca van Namen (1316-1363)                               | Voorouders van Blanca van Namen (1316-1363)                             | Voorouders van Blanca van Namen (1316-1363)                             |
| ------------------------------------------- | ----------------------------------------------------------------------------------- | ----------------------------------------------------------------------------------- | --------------------------------------------------------------------------- | --------------------------------------------------------------------------- | ------------------------------------------------------------------------- | ------------------------------------------------------------------------- | ----------------------------------------------------------------------- | ----------------------------------------------------------------------- |
| Overgrootouders                             | Willem II van Dampierre (1196-1231) ∞ 1223 Margaretha II van Vlaanderen (1202-1280) | Willem II van Dampierre (1196-1231) ∞ 1223 Margaretha II van Vlaanderen (1202-1280) | Hendrik V van Luxemburg (1216-1281 ∞ 1240 Margaretha van Bar (1220-1275)    | Hendrik V van Luxemburg (1216-1281 ∞ 1240 Margaretha van Bar (1220-1275)    | Robert II van Artesië (1250-1302) ∞ 1262 Amicia van Courtenay (1250-1275) | Robert II van Artesië (1250-1302) ∞ 1262 Amicia van Courtenay (1250-1275) | Jan II van Bretagne (1239-1305) ∞ 1260 Beatrix van Engeland (1142-1275) | Jan II van Bretagne (1239-1305) ∞ 1260 Beatrix van Engeland (1142-1275) |
| Grootouders                                 | Gwijde van Dampierre (±1226-1305) ∞ 1265 Isabella van Luxemburg (1247-1289)         | Gwijde van Dampierre (±1226-1305) ∞ 1265 Isabella van Luxemburg (1247-1289)         | Gwijde van Dampierre (±1226-1305) ∞ 1265 Isabella van Luxemburg (1247-1289) | Gwijde van Dampierre (±1226-1305) ∞ 1265 Isabella van Luxemburg (1247-1289) | Filips van Artesië (1269-1298) ∞ Blanche van Dreux (1270-1327)            | Filips van Artesië (1269-1298) ∞ Blanche van Dreux (1270-1327)            | Filips van Artesië (1269-1298) ∞ Blanche van Dreux (1270-1327)          | Filips van Artesië (1269-1298) ∞ Blanche van Dreux (1270-1327)          |
| Ouders                                      | Jan I van Namen (1267–1330) ∞ 1309 Maria van Artesië (1291-1365)                    | Jan I van Namen (1267–1330) ∞ 1309 Maria van Artesië (1291-1365)                    | Jan I van Namen (1267–1330) ∞ 1309 Maria van Artesië (1291-1365)            | Jan I van Namen (1267–1330) ∞ 1309 Maria van Artesië (1291-1365)            | Jan I van Namen (1267–1330) ∞ 1309 Maria van Artesië (1291-1365)          | Jan I van Namen (1267–1330) ∞ 1309 Maria van Artesië (1291-1365)          | Jan I van Namen (1267–1330) ∞ 1309 Maria van Artesië (1291-1365)        | Jan I van Namen (1267–1330) ∞ 1309 Maria van Artesië (1291-1365)        |